# Jarrell Miller
Jarrell Miller (ur. 15 lipca 1988 w Nowym Jorku) – amerykański bokser wagi ciężkiej.

## Początki
Jako czternastolatek rozpoczął treningi muay thai. W wieku szesnastu lat zdecydował się skupić wyłącznie na boksie. Jako pięściarz amatorski w 2007 roku dotarł do finału turnieju "złote rękawice", w którym przegrał z Torem Hamerem.

## Kariera zawodowa
Pierwszą zawodową walkę stoczył 18 lipca 2009 roku. Zwyciężył przez nokaut w pierwszej rundzie z Dariusem Whitsonem (1-1).
W styczniu 2013 roku w swojej piątej zawodowej walce zremisował pojedynek z Amerykaninem polskiego pochodzenia, Joeyem Dawejko (7-1-1, 3 KO). Wszyscy trzej sędziowie wypunktowali walkę 37-37.
19 sierpnia 2016 roku, po kolejnych dwunastu zwycięstwach z rzędu, zmierzył się w walce o pas WBO NABO z Kameruńczykiem Fredem Kassim (18-5-1, 10 KO). Zwyciężył przez RTD w 3 rundzie.
29 lipca 2017 roku w Barclays Centre w Nowym Jorku podjął byłego pretendenta do tytułu mistrza świata wagi ciężkiej, Geralda Washingtona (18-1-1, 12 KO). Wygrał przez RTD w 8 rundzie.
11 listopada 2017 pokonał Polaka Mariusza Wacha (33-3, 17 KO) na gali w Uniondale w Nowym Jorku przez techniczny nokaut w dziewiątej rundzie.
28 kwietnia 2018 w Barclays Centre, Brooklynie, zmierzył się z Francuzem Johannem Duhaupas (37-5, 24 KO). Po dwunastu rundach Amerykanin zwyciężył jednogłośnie na punkty (119-109, 119-109, 117-111).
7 października 2018 w Chicago, wygrał przez techniczny nokaut w drugiej rundzie z Tomaszem Adamkiem (53-6, 31 KO).
17 listopada 2018 w Kansas znokautował w czwartej rundzie Rumuna Bogdana Dinu (18-1, 14 KO). Dzięki temu wywalczył mistrzowskie pasy WBO NABO oraz NABO Interim w wadze ciężkiej.
1 czerwca 2019 miał się zmierzyć w Madison Square Garden w Nowym Jorku o pasy WBA, IBF, WBO i IBO z Anthonym Joshuą (22-0, 21 KO), ale nie przeszedł testów antydopingowych. W jego organizmie wykryto niedozwolone substancje, za co został zawieszony.
23 grudnia 2023 roku przegrał przez TKO w 10. rundzie na gali w Rijadzie z byłym pretendentem do tytułu mistrza świata wagi ciężkiej, Danielem Duboisem (20-2, 19 KO).